# 茨城県採石場爆発事故
茨城県採石場爆発事故（いばらきけんさいせきじょうばくはつじこ）は2018年8月23日に茨城県桜川市の採石場で発生した爆発事故である。

## 概要
2018年8月23日午前8時40分ごろ、JR東日本水戸線岩瀬駅からおよそ3km北に存在する採石場において爆発が発生した。この爆発はトラックに火薬庫から火薬を移動させる作業の最中に発生したとされており、ここに貯蔵されていたエマルション爆薬334.8kgやANFO爆薬775kgの計1109.8kgがすべて爆発したとみられている。この場で作業していた30代の委託会社の男性が行方不明となったが、その後も連絡が取れず遺体も発見されなかったため同年12月5日に認定死亡となった。
事故当時、本来は火薬類取締法が定める「副保安責任者」を選任する必要があったが、これを選任せず、被害者が一人で作業を行っていたとみられており、県警捜査一課は翌年の2019年8月に委託会社の社長を書類送検した。一課は業務上過失致死の疑いも視野に捜査を進めていたが、爆発原因の特定に至らなかったことなどから、立件を見送った。
トラックの近くに存在した火薬庫が全壊し、採石場外では近隣住宅約100件の窓ガラスを破損させる被害が発生したが、負傷者は発生しなかった。

## 原因
この爆発の原因は、全国火薬類保安協会による報告書において不明とされているが、何らかの原因で火薬に火が付いたことが原因であると推測されている。